# Pobladura de Pelayo García
Pour les articles homonymes, voir Pelayo (homonymie) et García.
Pobladura de Pelayo García  est une commune d'Espagne dans la province de León, communauté autonome de Castille-et-León. Elle s'étend sur 20,17 km2 et comptait environ 396 habitants en 2015.